# Хольмстрём, Тора Вега
Анна Тора Элизабет Вега Хольмстрём (швед. Anna Tora Elisabeth Vega Holmström; 2 марта 1880, Тоттарп, Сконе — 28 января 1967, Лунд) — шведская художница эпохи модернизма. Писала преимущественно портреты и пейзажи.

## Биография и творчество
Анна Тора Элизабет Вега Хольмстрём, известная впоследствии как Тора Вега Хольмстрём, родилась в 1880 году в Тоттарпе. В семье было пятеро детей. Родители Торы стояли во главе народного университета и придавали большое значение образованию своих детей, однако противились желанию дочери стать художницей.
Когда Торе Веге исполнилось 16, она записалась на курс в школе рисунка и скульптуры в Копенгагене, а затем изучала анатомию в Лунде. В 1900 году она начала посещать Художественную школу Валанд (швед. Valand målarskola, ныне Академия Валанд) в Гётеборге, где её учителем был Карл Вильгельмсон. Кроме того, вместе с друзьями по школе она некоторое время училась в Дахау у Адольфа Хёльцеля, чьё учение о цвете оказало на неё большое влияние. После двух лет обучения Тора Вега вернулась домой, чтобы помогать родителям. Лишь в 1907 году она смогла продолжить художественное обучение в Париже, где на протяжении шести месяцев посещала Академию Коларосси. В Париже она познакомилась с Матиссом и с Рильке, с которым впоследствии вела многолетнюю переписку.
Тора Вега не стремилась создавать семью и заводить собственный дом, предпочитая скитальческий образ жизни. Некоторое время она жила у старшей сестры, а мастерскую устроила в доме одного из братьев. Она также подолгу гостила у другой сестры в Норрланде, где прониклась интересом к Финляндии и живописи Аксели Галлен-Каллела. Хольмстрём преимущественно писала портреты близких в неоимпрессионистском стиле, но 1912 год стал для неё поворотным: она обрела собственный стиль. В 1914 году художница показала около десятка своих работ на выставке в Мальмё, но критики оценили их как чересчур жёсткие и «неженственные».
В 1918 году в Стокгольме состоялась первая персональная выставка Хольмстрём. Энергия и мощь её работ снова заставили критиков назвать её искусство «мужским».
В 1920 году Тора Вега снова поехала в Париж и впоследствии возвращалась туда неоднократно. Она изучала творчество Сезанна и познакомилась с художницей Марией Бланшар. Хольмстрём поддерживала дружеские отношения со многими женщинами-художниками (Эстер Альмквист, Эллен Тротциг, Агдой Хольст), но постоянно подчёркивала, что хочет, чтобы её воспринимали и оценивали как художника, а не как художницу.
С 1924 года Хольмстрём постоянно путешествовала между Стокгольмом, Норрландом, Сконе и югом Франции. В 1935 году она провела несколько недель в Эстонии. Писала она преимущественно портреты, выбирая колоритных моделей с необычными чертами лица, и пейзажи в кубистском стиле. Во время Второй мировой войны художница почти перестала писать, участвуя в различных проектах помощи беженцам. Единственным исключением стала серия портретов еврейских беженцев.
Вплоть до преклонного возраста Хольмстрём продолжала путешествовать, побывав в Германии, Италии и Северной Африке. В 1950-х годах артрит, которым она страдала с 1904 года, практически приковал её к постели. В этот период она обратилась к пастели и стала писать абстрактные композиции в духе Хёльцеля.
Последние годы жизни Тора Вега Хольмстрём жила в Лунде. Художница умерла 28 января 1967 года. Урна с её прахом захоронена на кладбище в Сконе.